# Roland
Roland Corporation (укр. Роланд корпорейшн; ローランド株式会社, рорандо кабусікі-ґайся, «акціонерне товариство Ро́ланд») — японське підприємство, яке виробляє електронні музичні інструменти, а також музичне програмне забезпечення.
Заснована 18 квітня 1972 року в місті Осака, Какехасі Ікутаро з капіталом 33 мільйони єн. У 2005 році офіс фірми був перенесений до міста Хамамацу.
Ро́ланд має фабрики у Японії, США, Італії та на Тайвані. Продукція реалізується під кількома марками, зокрема BOSS та Edirol.
Завдяки своїм інструментам, Ро́ланд мав значний вплив на розвиток багатьох музичних напрямків.
Корпорація відзначена на Токійській фондовій біржі.

## Історія
Засновник Roland Какехасі Ікутаро заснував Ace Electronic Industries у 1960 році, де розробляв і виготовляв електронні інструменти, драм-машини, інструментальні підсилювачі та педалі спец-ефектів. У березні 1972 року, після того, як один із головних інвесторів Ace, Саката Шокай, був придбаний Sumitomo Chemical (промисловою компанією, яка не займалася музичною індустрією), Какехасі пішов у відставку.
18 квітня 1972 року, всього через місяць після звільнення з Ace, Какехаші заснував Roland в місті Осака. Какехаші, який не мав музичної освіти, хотів звернути увагу на аматорів і любителів і зосередився на мініатюризації, доступності та простоті.